# Isidro Gomá y Tomá
Isidro Gomá y Tomá (ur. 19 grudnia 1869 w La Riba, zm. 22 sierpnia 1940 w Toledo) – hiszpański duchowny katolicki, kardynał, arcybiskup Toledo i prymas Hiszpanii. 

## Życiorys
Święcenia kapłańskie przyjął 8 czerwca 1895 roku w Tarragonie z rąk abp. Tomása Costy y Fornaguery arcybiskupa Tarragony. Profesor łaciny w seminarium duchownym Tarragony w latach 1897–1899 i w latach 1899–1906 jej rektor. 20 czerwca 1927 roku otrzymał nominację na biskupa Tarazona. Sakrę biskupią przyjął 2 października 1927 roku w archikatedrze metropolitalnej Tarragony z rąk kard. Francisco de Asís Vidal y Barraquer arcybiskupa Tarragony. Mianowany administratorem apostolskim diecezji Tudela od grudnia 1927 roku do czerwca 1933 roku. 12 kwietnia 1933 roku przeniesiony na stolicę metropolitalną prymasów Hiszpanii w Toledo. Od czerwca 1933 roku mianowany także administratorem apostolskim Tarazona do lipca 1935 roku. Na konsystorzu 16 grudnia 1935 roku papież Pius XI wyniósł go do godności kardynalskiej z tytułem kardynała prezbitera San Pietro in Montorio. Uczestnik konklawe z 1939 roku, które wybrało na papieża Piusa XII. Zmarł 22 sierpnia 1940 roku w Toledo.